# Władysław Kozaczuk
Władysław Kozaczuk (ur. 1923, zm. 2003) – polski historyk wojskowości, pułkownik Wojska Polskiego.
Był pracownikiem Wojskowego Instytutu Historycznego.

## Wybrane publikacje
- Bitwa o tajemnice: służby wywiadowcze Polski i Rzeszy Niemieckiej 1922-1939, Warszawa: "Książka i Wiedza" 1967 (wyd. 2 rozsz. - 1969, wyd. 3 popr. i uzup. - 1975, wyd. 4 popr. i uzup. - 1977, wyd. 5 poszerz. - 1999).
- Wehrmacht 1933-1939: rozbudowa sił zbrojnych Trzeciej Rzeszy jako narzędzia presji, ekspansji terytorialnej i wojny, Warszawa: Wydawnictwo Ministerstwa Obrony Narodowej 1971 (wyd. 2 popr. i uzup. - 1978, wyd. 3 popr. i uzup. - 1985, wyd. 4 - Warszawa: "Bellona" 2004).
- Złamany szyfr, Warszawa: Wydawnictwo Ministerstwa Obrony Narodowej 1976.
- Wojna w eterze, Warszawa: Wydawnictwa Radia i Telewizji 1977 (wyd. 2 -1982).
- (współautorzy: Albrecht Charisius, Tibor Dobias), NATO - strategia i siły zbrojne 1949-1975, Warszawa: Wydaw. Ministerstwa Obrony Narodowej 1977 (przekład niemiecki: NATO: Strategie und Streitkräfte : die Rolle der Militärorganisation des Nordatlantikpakts in der aggressiven Politik des Imperialismus 1949-1975: militärhistorischer Abriss, Berlin: Militärverlag der DDR 1980).
- Misje pokojowe Wojska Polskiego 1953-1978, Warszawa: Wydaw. Ministerstwa Obrony Narodowej 1978.
- W kręgu Enigmy, Warszawa : "Książka i Wiedza" 1979 (wyd. 2 poszerz. - 1986; przekład angielski: Enigma: how the German machine cipher was broken, and how it was read by the Allies in World War Two, ed. and transl. by Christopher Kasparek, Frederick: Univ. Publications of America 1984; przekład francuski: Enigma - la cleuf du secret du III²e Reich 1933-1945, Varsovie: "Interpress" 1984; przekład niemiecki: Im Banne der Enigma, ins Dt. übertr. von Otto Mallek, Berlin: Militärverl. der DDR 1987, wyd. 2 - 1990; przekład bułgarski: Tajnata na "Enigma", red. Magdalena Atanasova, prev. ot pol. Borâna Rajčeva, hudož. Pet"r Tončev, Sofiâ: Izd-vo na BKP 1990).
- (redakcja) Życie na krawędzi. Wspomnienia żołnierzy antyhitlerowskiego wywiadu, oprac. i przedm. Władysław Kozaczuk, Warszawa: "Czytelnik" 1980.
- Wywiad i kontrwywiad, Warszawa: Krajowa Agencja Wydawnicza 1986.
- Na peryferiach piekła, Warszawa: Wydawnictwa Radia i Telewizji 1988.
- Nerwy wojny, Warszawa: SIGMA-NOT 1992.